# ヴァイア・ザガナス
ヴァイア・アン・ザガナス（Vaia Anne Zaganas、1975年5月22日 - ）は、カナダの元女子プロボクサーである。ブリティッシュコロンビア州バーナビー出身。元WBA女子世界ミニマム級王者であり、WBAが認定する初の女子世界王者。

## 来歴
アマチュアでは国内選手権優勝、さらに国際大会でも顕著な成績を残し、世界ランクでも1位となる活躍を見せる。
2001年、ラスベガスに拠点を移しプロ転向。2001年7月8日にデビューするも、1-2の判定負け。
しかし、2001年10月12日のプロ2戦目は1RTKOで初勝利。
2002年6月15日、サラ・グッドソンとIFBAミニマム級王座を争い、8RTKOで初の世界タイトルを手にした。
2003年4月26日、ノンタイトルで後の世界王者ホリー・ダナウェイを2RTKOで退ける。
2003年8月22日、トレーシー・スティーブンスとWEBA王座を争い、2RTKOで初タイトル獲得。
2004年3月13日、ラスベガスで高野由美とノンタイトルで戦い、2-0で辛くも勝利。
2004年4月8日、NABA初代世界ミニマム級王座をステファニー・ダブスと争い、3-0判定で世界王座を獲得した。その後、このタイトルはWBAの王座となり、WBA女子初の世界王者に認定された。
しかし、その後は王座を防衛することなく引退。
現在は母国に戻りバンクーバーのジムにてトレーナーを務めている。

## 戦績
- 19戦16勝（9KO）3敗